# Funeral Tears
Funeral Tears ist eine 2007 gegründete Funeral-Doom-Band.

## Geschichte
Funeral Tears wurde von dem in Tomsk lebenden Musiker Nikolay Seredov als Solo-Projekt initiiert. Der in diversen Gruppen als Schlagzeuger oder Sänger aktive Seredov debütierte mit Funeral Tears 2010 mit Your Life – My Death über Marche Funebre Productions. Nachdem 2014 auch das zweite Album The World We Lost über Marche Funebre Productions erschienen war, veröffentlichte Serdedov nachkommend Alben über Satanath Records, Cold Art Industry und Ksenza Records.
Mit dem Betreiber von Satanath Records Aleksey Korolyov unterhält Seredov hinzukommend das DBM-Bandprojekt Taiga. Korolyovs Ehepartnerin und die Betreiberin des Labels Funere Evgeniya „Jane Orpheus“ Abramyan posierte indes für das Cover der 2014 veröffentlichten Single Hope und das Cover des 2017 über Satanath Records veröffentlichten Albums Beyond the Horizon. Während andere Veröffentlichungen kaum Aufmerksamkeit auf sich zogen, wurde dieses Album international breit rezensiert. Für das Webzine Doom-Metal.com besprach Frédéric Cerfvol das Debüt Your Life – My Death, Riccardo Veronese das mit Poezd Rodina gestaltete Split-Album Frozen Tranquility und Ian Morrissey das Album The Only Way Out.

## Rezeption
Ian Morrissey lobte Beyond the Horizon für Doom-Metal.com. Das Album sei aufgrund der „Atmosphäre“, dem Zusammenspiel von „Musik und Text“ und insbesondere aufgrund des „abwechslungsreichen, kraftvollen Gesangs“ ein „großartiges Hörerlebnis“. Auch in einer für Moshpit Nation verfassten Besprechung wurde die Musik als „Schön“ tituliert. Ähnlich besprach Vince Bellino das Album für Decibel als besonders „interessant“ und „abwechslungsreich“. Marcus Buehler kritisierte für Eternity Magazine, dass das Album von einem „unkreativen Songwriting“ geprägt sei, dennoch gäbe es „kaum etwas auszusetzen“ und „die finster-traurige Seite des Dooms“ würde auf dem Album „par excellence präsentiert“. Wolfgang Milchrahm räumte für Stormbringer.at ähnlich ein, dass das Album „ein klein wenig schablonenhaft“ wirke, dies jedoch „der Tristesse, in der sich der Hörer lustvoll wälzen kann, […] nicht schadet: FUNERAL TEARS haltet eine knappe Stunde lang den Hörer in den Tiefen purer Trostlosigkeit und Verzweiflung  fest.“ Ebenso bemängelte Björn Backes für Powermetal.de ein Fehlen „an Abwechslung“, dennoch sei „grundsätzlich nichts anzumerken, was ‘Beyond The Horizon’ antasten könnte“. Das Fehlen an Abwechslung und ein Mangel an Kreativität und Eigenständigkeit wurde der Band auch zu anderen Veröffentlichungen vorgehalten. An anderer Stelle wurde jedoch ebenso wie in den Rezensionen zu Beyond the Horizon die Atmosphäre der Musik gelobt. Cerfvol kritisierte das Debüt als generische Veröffentlichung ohne eigenen Charakter und Reiz. Auch Morrissey bemängelte in seiner Besprechung von The Only Way Out die Band spiele nicht mehr als anständigen „melodischen Death Doom ohne nennenswerte Abweichungen“, weshalb er das Album nicht empfehlen könne. Veronese hingegen lobte den Beitrag von Funeral Tears an Frozen Tranquility. Die Band erzeuge eine schwere und erstickende Atmosphäre, die ihre Spuren hinterlasse.

## Stil
Die von Funeral Tears gespielte Musik wird dem Funeral Doom zugerechnet. Die Musik wird als atypisches Beispiel des Genres betrachtet und im Genre entweder als besonders atmosphärisch oder als generisch und beliebig wahrgenommen.
Das Schlagzeugspiel wird gelegentlich in Besprechungen als markant, insbesondere im Verhältnis zu anderen Solo-Projekten im Genre, herausgestellt. Die verbleibende Instrumentierung präsentiere „eine Mischung aus scharfkantiger und atmosphärischer Melancholie.“  Die Band spiele  „überlangen Songs […] mit den immer gleichen Abläufen aus Tausend-Tonnen-Riffs gepaart mit Growls und düsteren Synthie-Klangflächen“. Dabei variiere der Gesang zwischen dem dominierenden Growling, Sprechen und einem Schreien, das dem Gesang des Black Metal nahe gestellt wird.

## Diskografie
- 2010: Your Life – My Death (Album, Marche Funebre Productions)
- 2014: When Your Song Ends… (Single, Selbstverlag)
- 2014: Hope (Single, Selbstverlag)
- 2014: Разливая по венам усталость… (Single, Selbstverlag)
- 2014: The World We Lost (Album, Marche Funebre Productions)
- 2015: Frozen Tranquility (Split-Album mit Poezd Rodina, Symbol of Domination Productions)
- 2017: Beyond the Horizon (Album, Satanath Records)
- 2018: Look in the Mirror (Single, Selbstverlag)
- 2018: The Only Way Out (Album, Cold Art Industry/Ksenza Records)
- 2020: Your Loneliness (Single, Selbstverlag)
- 2021: The Last God on Earth (Album, Ksenza Records)